# Mutawakkilitisch Koninkrijk Jemen
Het Mutawakkilitisch Koninkrijk Jemen (Arabisch: المملكة المتوكلية اليمنية, al-Mamlaka al-Mutawakkiliyya al-Yamaniyya), beter bekend als het Koninkrijk Jemen, bestond op het grondgebied van Noord-Jemen van 1918 tot 1962, toen na een staatsgreep de republiek werd uitgeroepen en de naam van het land werd gewijzigd in Jemenitische Arabische Republiek. Het land verenigde zich in 1990 met Zuid-Jemen en heet sindsdien republiek Jemen.

## Ontstaan
In 1918, nadat het Ottomaanse Rijk was uiteengevallen, verklaarde Noord-Jemen zich onafhankelijk als vorstendom onder de zaiditische imam (vanaf 1904 en vanaf 1926 tevens koning) Yahya Muhammad Hamid ad-Din. De imam regeerde met harde hand als een conservatief en feodaal vorst, maar introduceerde tevens de westerse techniek en wetenschap in zijn land. In de jaren 1920 was er een kortstondig grensconflict met de Saoedische koning Abdoel Aziz al Saoed. In 1924 werd imam Yahya door al-Saoed verslagen, waarna het grensconflict werd opgelost in het voordeel van de Saoedi's.
Jemen behoorde tot de medeoprichters van de Arabische Liga in 1945 en de Verenigde Naties in 1947.
Op 17 februari 1948 kwam koning Yahya om het leven tijdens een mislukte staatsgreep van opstandige officieren. Nadat de staatsgreep een dag later was onderdrukt, volgde de zoon van Yahya, Ahmad Saif al-Islam hem op. Ook deze imam regeerde despotisch, maar moderniseerde zijn land verder.
In 1955 mislukte opnieuw een staatsgreep door ontevreden legerofficieren. De imam liet de leiders van de couppoging terechtstellen. De imam begreep dat hij hervormingen moest doorvoeren als hij de ontevredenheid van het leger, maar ook van de overwegend soennitische bevolking, wilde wegnemen. In augustus 1955 installeerde de koning een kabinet, waarvan hijzelf premier werd. In 1956 werden diplomatieke betrekkingen aangeknoopt met de Sovjet-Unie en richtte de imam zijn aandacht op Egypte, waar president Nasser aan de macht was gekomen. In februari 1958 trad Noord-Jemen als derde land toe tot de Verenigde Arabische Staten, een kortstondige federatie van Egypte en Syrië. In maart 1962 raakte de imam bij een aanslag ernstig gewond en in september 1962 liet hij het leven.

## Republiek
Op 19 september 1962 werd Muhammad al-Badr de nieuwe imam-koning van Noord-Jemen, maar een week later pleegde de Club van Vrije Officieren een coup en verdreven de imam naar het berggebied. Generaal Abdullah as-Sallal, een lid van de Vrije Officieren, werd Voorzitter van de Revolutionaire Commandoraad en daarmee de facto president van de nieuw uitgeroepen Jemenitische Arabische Republiek. De republiek werd onmiddellijk erkend door de Verenigde Staten en de Sovjet-Unie en Jemen verkreeg een zetel in de Algemene Vergadering van de Verenigde Naties.
Imam Muhammad al-Badr organiseerde echter met Saoedische hulp het verzet vanuit de bergen. De regeringstroepen van de republiek verkregen steun van Egypte. In 1965 sloten president Nasser van Egypte en koning Faisal van Saoedi-Arabië een overeenkomst en trokken beide landen zich terug uit Jemen. In 1965 vond er tevens een mislukt overleg plaats tussen royalistische en republikeinse afgevaardigden in Harad.

## Einde Burgeroorlog
In 1968 trok Egypte zich terug uit Noord-Jemen, waarna de royalisten een grootscheeps offensief inzetten, dat echter met hulp van de nieuwe Republiek Zuid-Jemen en de Sovjet-Unie door het regeringsleger werd gestopt. In 1967 werd imam al-Badr afgezet en vervangen door de royalistische opperbevelhebber prins Muhammad al-Hussein, terwijl in het republikeinse kamp president al-Sallal werd vervangen door generaal Hasan al-Amri. Dankzij de bemiddeling van de Saoedische koning Faisal kwamen de republikeinen en monarchisten in maart 1970 tot een akkoord dat een einde maakte aan de burgeroorlog. De leden van het koningshuis konden naar Noord-Jemen terugkeren en enkele royalisten werden in het kabinet opgenomen. Na de verkiezingen van 1971 werd een Republikeinse Raad geïnstalleerd met als voorzitter Abd ar-Rahman al-Iriani, die daarmee staatshoofd werd.

## Vlaggen

Vlag van Koninkrijk Jemen (1918-1923)
Vlag van Koninkrijk Jemen (1927-1962)